# 溫斯特德 (明尼蘇達州)
溫斯特德（英語：Winsted）是一個位於美國明尼蘇達州麥克萊德縣的城市。

## 歷史
溫斯特德的郵局自1858年營運至今。此地得名自康乃狄克州的溫斯特德，為兩座市鎮溫徹斯特和巴克姆斯特德的混合詞。

## 人口
根據2020年美國人口普查的數據，溫斯特德的面積為4.94平方千米，當中陸地面積為4.90平方千米，而水域面積為0.04平方千米。當地共有人口2240人，而人口密度為每平方千米453人。